# Martin Bouquet
Martin Bouquet (6 d'agost de 1685, Amiens - 6 d'abril de 1754, París) fou un historiador francès, religiós benedictí de la Congregació de Sant Maur.
Havent ingressat de jove a l'Orde de Sant Benet, el 1706, professà al monestir de Saint-Faron de Meaux, pertanyent a la Congregació de Sant Maur, i instruït en filosofia, teologia, llatí, grec i hebreu, fou enviat com a bibliotecari a l'Abadia de Saint-Germain-des-Prés de París. Allà hi col·laborà amb el seu correligionari Bernard de Montfaucon en l'edició de les obres de Sant Joan Crisòstom, i preparà una nova edició de les de Flavi Josep, que cedí a l'holandès Sigebert Haverkamp en adonar-se que per aquelles dates ell treballava en un estudi sobre el mateix autor.
Tanmateix, la seva gran obra fou la col·lecció d'historiadors de les Gàl·lies i França, que no estigué exempta de peripècies: el treball, que havia estat concebut per Pierre Pithou a les acaballes del segle xvi, fou començat per André Duchesne a la seva Historiae Francorum Scriptores i interromput per la seva mort el 1640; el ministre Jean-Baptiste Colbert intentà, sense èxit, continuar-lo a expenses de l'estat, i el canceller Henri François d'Aguesseau encarregà el seu disseny al maurista Edmond Martène i la seva execució a Jacques Lelong, just abans de la seva mort el 1721.
Bouquet començà novament l'obra des del principi publicant els dos primers volums de Rerum Gallicarum et Francicarum Scriptores el 1729, però el treball es veié interromput quan el cardenal De Bissy intentà aplicar-hi rigorosament la butlla Unigenitus de Climent XI contra les proposicions jansenistes de Pasquier Quesnel, i davant la negativa d'alguns mauristes, Bouquet entre ells, a acceptar les seves condicions, fou traslladat al monestir de Sant Joan de Laon. El 1735, mitjançant la intercessió de D'Aguesseau i d'altres personalitats, Bouquet s'apropà fins a Argenteuil i d'allà a Blancs Manteaux de París, després de reanudar la seva tasca, publicà uns altres sis volums entre el 1738 i el 1752 i deixà preparat el novè abans de morir.